# Красный Маяк (Урицкий сельсовет)
Красный Маяк, Чирвоный Маяк (бел. Кра́сны Мая́к, Чырво́ны Мая́к) — посёлок в составе Урицкого сельсовета Гомельского района Гомельской области Республики Беларусь.

## География

### Расположение
В 5 км на запад от Гомеля.

### Гидрография
На реке Рандовка (приток реки Уза).

## Транспортная система
Транспортная связь по автомобильной дороге связывающей посёлок с второй Гомельской окружной дорогой. В посёлке 78 жилых домов (2004 год). Планировка из прямолинейной улицы. Застройка двухсторонняя. Жилые дома деревянные и кирпичные, усадебного типа.

## История
Основан в начале 1920-х годов переселенцами с соседних деревень на бывших помещичьих землях. В 1926 году в Залипском сельсовете. В 1932 году жители вступили в колхоз.
Во время Великой Отечественной войны в сентябре 1943 года оккупанты убили 2-х мирных жителей.
В составе колхоза имени М.С. Урицкого с центром в деревне Урицкое.

## Население

### Численность
- 2004 год — 74 двора, 154 жителя

### Динамика
- 1926 год — 7 дворов, 26 жителей
- 1940 год — 20 дворов, 90 жителей
- 1959 год — 115 жителей (согласно переписи)
- 2004 год — 74 двора, 154 жителя